# Jutiapa (departement)
Jutiapa is een departement van Guatemala, gelegen in het zuidoosten van het land aan de Grote Oceaan en de grens met El Salvador. De hoofdstad is de gelijknamige stad Jutiapa.
Het departement bestrijkt een oppervlakte van 3219 km² en heeft 488.395 inwoners (2018), waarvan het merendeel Europese en Afrikaanse voorouders heeft.

## Gemeenten
Het departement is ingedeeld in zeventien gemeenten:
- Agua Blanca
- Asunción Mita
- Atescatempa
- Comapa
- Conguaco
- El Adelanto
- El Progreso
- Jalpatagua
- Jerez
- Jutiapa
- Moyuta
- Pasaco
- Quesada
- San José Acatempa
- Santa Catarina Mita
- Yupiltepeque
- Zapotitlán

Alta Verapaz · Baja Verapaz · Chimaltenango · Chiquimula · El Progreso · Escuintla · Guatemala · Huehuetenango · Izabal · Jalapa · Jutiapa · Petén · Quetzaltenango · Quiché · Retalhuleu · Sacatepéquez · San Marcos · Santa Rosa · Sololá · Suchitepéquez · Totonicapán · Zacapa